# 浜辺和
浜辺 和（はまべ かず、1971年5月31日 - ）は、日本の元ラグビー選手。

## プロフィール
- 石川県出身[1]。
- 現役時代のポジションはプロップ(PR)。
- 日本代表通算キャップ数は12でラグビーワールドカップ1995の日本代表に選ばれた[2]。

## 略歴
羽咋工業高校卒業後、1990年、近鉄(現・花園近鉄ライナーズ)に加入。
1996年6月9日に行われたパシフィック・リム選手権カナダ戦で日本代表初キャップを獲得した。
2008年、近鉄ライナーズを退団した。
2025年4月14日、酒気帯び運転の道交法違反で甲府署に逮捕される。